# Professor Layton and the Eternal Diva
Professor Layton and the Eternal Diva (レイトン教授と永遠の歌姫, Reiton-kyōju to Eien no Utahime) és una pel·lícula d'animació basada en la sèrie de videojocs Professor Layton. Està dirigida per Masakazu Hashimoto i produïda per P.A. Works, OLM, Inc. i Robot Communications.
Segons Level-5, la pel·lícula es manté fidel als videojocs amb la música, els puzles i els personatges. Va ser estrenada al Japó el 19 de desembre del 2009. Més tard, es va estrenar a Mèxic el març del 2010 en japonès amb subtítols en anglès; al Regne Unit es va llançar una versió en anglès l'octubre del mateix any i va ser estrenada als Estats Units el novembre del 2011 per Viz Media. A Espanya Selecta Visión va començar a distribuir la pel·lícula a partir del setembre del 2014, doblada en castellà. El film també es va estrenar a Singapur, França, Alemanya, i al Canadà.

## Argument
Mentre el profesor Layton i en Luke escolten la cançó "The Eternal Diva" al despatx de la universitat, recorden una de les seves aventures, que va tenir lloc tres anys abans, entre els esdeveniments dels videojocs The Last Specter i The Miracle Mask.
En aquesta, la Janice Quatlane, una exalumna del professor Layton, convida aquest a la representació d'una òpera on participa. La Janice demana ajuda al professor arrel d'un esdeveniment recent: una de les seves amigues, la Melina, que feia un any que havia mort, ha tornat, però en el cos d'una nena de set anys, que afirma haver trobat la vida eterna. Durant la investigació, en Layton, en Luke i l'Emmy queden atrapats al vaixell on s'ha representat l'òpera, el Crown Petone, i es veuen obligats a col·laborar amb els plans d'en Descole per tal de recuperar la ciutat perduda d'Ambrosia. Al llarg del film es resolen quatre puzles, mantenint l'essència dels jocs per a Nintendo DS.

## Personatges
- Professor Hershel Layton (Veu en japonès: You Oizumi): Professor d'arqueologia a la Universitat de Gressenheller (Londres) i afeccionat als puzles. No és cap detectiu, però sol resoldre misteris. Les seves aventures arreu del món i el gran nombre de casos resolts fan que hagi aconseguit fama i una molt bona reputació.
- Luke Triton (Veu en japonès: Maki Horikita): Aprenent del professor Layton. El segueix a tot arreu.
- Emmy Altava (Veu en japonès: Saki Aibu): Ajudant oficial del professor.
- Janice Quatlane (Veu en japonès: Nana Mizuki): Famosa cantant d'òpera que demana ajuda al professor.
- Jean Descole (Veu en japonès: Atsuro Watabe): Malvat de la pel·lícula, tot i ser un intel·ligent científic.
- Inspector Clamp Grosky (Veu en japonès: Houchu Ohtsuka): Inspector de policia de Scotland Yard, que investiga el Crown Petone.
- Oswald Whistler (Veu en japonès: Iemasa Kayumi): Pianista de 54 anys encarregat de la música a l'òpera
- Melina Whistler (Veu en japonès: Fumiko Orikasa): Filla del pianista Oswald i millor amiga de la Janice.
- Nina (Veu en japonès: Sumire Morohoshi): Nena de set anys que diu gaudir de la vida eterna. També diu que és la Melina que ha tornat a la vida.

A la pel·lícula també hi ha algun cameo de personatges de la primera trilogia de la sèrie Professor Layton, com la Flora Reinhold, en Don Paolo o l'inspector Chelmey, així com el Doctor Schrader amb la capsa de Pandora al seu despatx.

## Música
Al Japó es van llançar dos àlbums amb la música de la pel·lícula: The Eternal Diva: Janice Quatlane, amb totes les cançons vocals, i Layton Kyoju To Eien no Utahime Original Soundtrack, amb la música principal del film. Es va utilitzar una orquestra per crear la majoria de les peces.
| 1. | «Record of Memories»            | 1:19 |
| 2. | «Let this Happiness be Eternal» | 1:46 |
| 3. | «A Transient Life's Departure»  | 2:06 |
| 4. | «Janice's Tears»                | 1:38 |
| 5. | «The Eternal Diva»              | 7:03 |
| 6. | «A Song of the Stars»           | 0:37 |
| 7. | «A Song of the Sea»             | 0:49 |
| 8. | «A Song of the Sun»             | 2:16 |
| 9. | «Indigo Memories»               | 1:39 |

| 1.  | «Cold Open ~Professor Layton's Theme»                             | 2:38 |
| 2.  | «Prologue to the Adventure ~Puzzles»                              | 1:27 |
| 3.  | «Travel Guide ~Descole's Theme»                                   | 1:40 |
| 4.  | «Compensation 1 ~Detragiganto's Theme»                            | 0:33 |
| 5.  | «Departure to the Voyage ~Descole's Theme»                        | 2:05 |
| 6.  | «Detragan's Echoes ~Whistler's Theme»                             | 1:06 |
| 7.  | «Rules for the Survivors ~An Uneasy Atmosphere»                   | 0:46 |
| 8.  | «Puzzle Number 001 ~Puzzles Reinvented (from Unwound Future)»     | 1:56 |
| 9.  | «Compensation 2 ~Detragiganto's Theme»                            | 0:21 |
| 10. | «Puzzle Number 002 ~Puzzles 5 (from Last Specter)»                | 4:11 |
| 11. | «Melina's Tenacity ~An Uneasy Atmosphere (from Diabolical Box)»   | 0:27 |
| 12. | «People of the Past ~The Looming Tower (from Curious Village)»    | 2:13 |
| 13. | «The True Crown ~Descole's Theme»                                 | 1:54 |
| 14. | «About London ~About Town (from Curious Village)»                 | 0:43 |
| 15. | «The Passionate Whistler ~Whistler's Theme»                       | 1:26 |
| 16. | «The Legendary Kingdom ~Theme of Ambrosia»                        | 0:56 |
| 17. | «Rest ~Time for a Break»                                          | 0:53 |
| 18. | «Approaching Pursuer 1 ~Approaching Pursuer»                      | 1:18 |
| 19. | «Puzzle Number 003 ~Revolutionary Idea»                           | 0:54 |
| 20. | «Adjusting the Pace ~Pursuit in the Night (from Curious Village)» | 1:11 |
| 21. | «Compensation 3 ~Detragiganto's Theme»                            | 0:12 |
| 22. | «Escape! ~Professor Layton's Theme»                               | 2:24 |
| 23. | «Puzzle Number 004 ~The Plot Thickens (from Curious Village)»     | 2:07 |
| 24. | «Descole Appears ~Descole's Theme»                                | 1:01 |
| 25. | «Professor Layton's Piano ~A Song of the Sea»                     | 0:32 |
| 26. | «Approaching Pursuer 2 ~Approaching Pursuer»                      | 1:04 |
| 27. | «Emmy's Efforts ~Emmy's Theme»                                    | 0:31 |
| 28. | «Whistler's Experiment ~Dangerous Experiment»                     | 2:10 |
| 29. | «The Mystery Explained! ~Professor Layton's Theme»                | 2:34 |
| 30. | «Great Conspiracy ~Descole, Ambrosia's Theme»                     | 2:36 |
| 31. | «Prelude to Destruction ~Descole's Theme»                         | 1:07 |
| 32. | «Detragiganto Appears ~Detragiganto's Theme»                      | 1:43 |
| 33. | «Janice's Crisis ~Tense Decision»                                 | 0:21 |
| 34. | «Future British Gentleman ~Luke's Theme»                          | 1:53 |
| 35. | «The Final Battle ~Time of Conclusion»                            | 1:49 |
| 36. | «The Dream Collapses ~Theme of Ambrosia»                          | 1:38 |
| 37. | «Father's Memories ~Whistler's Theme»                             | 0:35 |
| 38. | «The Feelings Will Always Be Close ~Whistler's Theme»             | 2:46 |
| 39. | «The Eternal Diva / Janice Quatlane (CV Nana Mizuki)»             | 6:55 |

## Recepció
Professor Layton and the Eternal Diva va ingressar 1.074.959 dòlars durant el seu primer cap de setmana. Pocs mesos després, els ingressos havien pujat fins a 6.140.049$ tant al Japó com a Taiwan i Singapur. Va ser la novena pel·lícula d'anime més vista la primera meitat del 2010 al Japó, i la catorzena de tot l'any.
La pel·lícula va rebre bones crítiques en general. IGN UK li va atorgar una puntuació de 3,5 sobre 5, i va lloar el seu argument, animació i la manera com els puzles es van incorporar al film. També la va considerar una de les primeres pel·lícules "bones" provinents de videojocs.